# Coquette Productions
 (avril 2011).
Si vous disposez d'ouvrages ou d'articles de référence ou si vous connaissez des sites web de qualité traitant du thème abordé ici, merci de compléter l'article en donnant les références utiles à sa vérifiabilité et en les liant à la section « Notes et références ».
Coquette Productions, basée à Hollywood, est une société de production de films et séries créée par le couple Arquette (David Arquette et Courteney Cox Arquette). Coquette est la contraction de leur nom de familles.

## Productions

### Cinéma
- 2005 : Les Cyrano de Portland (Bigger Than the Sky)[1] (comédie)
- 2005 : Slingshot (film à suspense)
- 2007 : The Tripper[1],[2] (film d'horreur)
- 2008 : The Butler's in Love[2] (court-métrage)
- 2009 : The Big Change (film)
- 2014 : Just Before I Go[1] (film)

### Télévision
- 2003 : Mix It Up (émission télévisée sur la décoration d'intérieur)
- 2005 : Talk Show Diaries (sitcom)
- 2005 : Daisy Does America (télé-réalité)
- 2007 : Dirt (série dramatique)
- 2009 : Cougar Town (sitcom)
- 2014 : Celebrity Name Game (jeu télévisé en syndication)[3].